# Hemotafonomia
O hemotafonomia (do grego haima por sangue, taphos por enterrando e nomos por lei) é a ciência que se ocupa da morfologia cel·lular em manchas de sangue, especialmente eritrócitos ou glóbulos vermelhos. Este termo foi proposto pelo biólogo catalão Policarp Hortolà à década de 1990, inspirado na palavra "tafonomia" introduzida na paleontologia por Ivan Yefremov em 1940. 
A causa que o objecto de estudo do hemotafonomia é a citomorfologia das células do sangue quando esta se encontra em forma de mancha, os seus sujeitos de estudo são qualquer exemplar manchado de sangue. O método de estudo do hemotafonomia é a análise das imagens em claro-escuro obtidas mediante microscopia eletrónica de varredura. A microscopia confocal pode ser uma alternativa prática à microscopia eletrônica de varredura quando um nível muito alto de detalhes da superfície das manchas de sangue não fosse necessário. 
Muito antes do surgimento do primeiro microscópio eletrônico de varredura comercial em meados do século XX, a determinação microscópica das manchas de sangue foi realizada esporadicamente como auxílio à ciência forense, considerando o médico e químico Minorcan Mateu Josep Bonaventura Orfila (1787-1853) como o primeiro a tentar o uso de um microscópio óptico para tais fins. 
Para além do ponto de vista da ciência pura, a hemotafonomia aplicada procura o uso das manchas de sangue como prova criminalística ou arqueológica. Também tem sido usado para o estudo de possíveis resíduos de sangue em fragmentos de manuscritos medievais e no Sudário de Turim. 
No plano prático, a hemotafonomia visa determinar se uma mancha é ou não sangue, verificando a presença de glóbulos vermelhos. Se for o caso, é necessário identificar se o sangue é proveniente de um mamífero ou não. Se o sangue for de origem mamífera, será preciso determinar se vem de um camelídeo (como o dromedário, o camelo-bactriano, o guanaco, a vicunha, etc.), devido à morfologia oval, achatada e anucleada dos seus eritrócitos. Além disso, sendo uma técnica micromorfológica, a hemotafonomia também permite identificar os glóbulos vermelhos característicos da drepanocitose ou anemia falciforme.
O hemotafonomia não se tem de confundir com a análise de patrões de manchas de sangue (bloodstain pattern analysis).

## O sangue dos vertebrados e a morfologia dos eritròcits de mamífer no corpo e nas manchas
O sangue dos vertebrados (isto é, “sangue” em sentido estrito) é um tipo de tecido conjuntivo formato por uma suspensão de células num medi líquido (plasma). Neste tecido histològic, são presentes três tipo de células: os eritrócitos (glóbulos vermelhos), leucócitos (glóbulos brancos) e trombócitos (plaquetas, de mamíferos).
A diferença dos outros vertebrados, os mamíferos têm glóbulos vermelhos anucleados (acariócitos). Como excepção nos outros vertebrados, as salamandras da família Plethodontidae têm uma proporção de glóbulos vermelhos anucleados, com a espécie Batrachoseps attenuatus possuindo quase um 95% de acariócitos. Igualmente, o peixe teleosti Maurolicus muelleri tem eritrócitos anucleados.

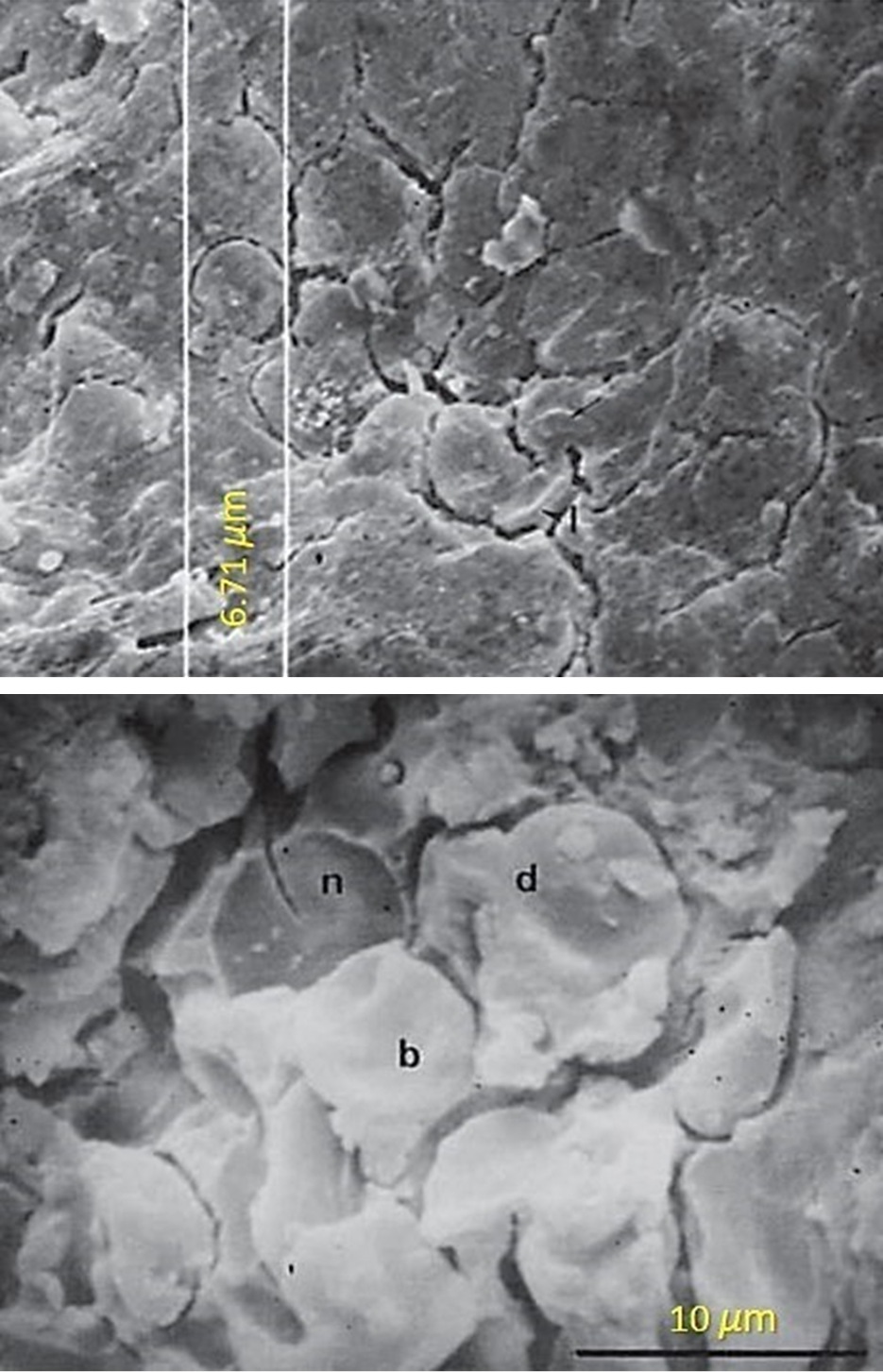
Micrografias de microscópio electrónico de varredura de uma mancha de sangue de queixada em cherte, envelhecida durante um ano. Em cima, um hecatócito; abaixo, um janócito (n). Fonte: Experimental SEM determination of game mammalian bloodstains on stone tools, Policarp Hortolà, Environmental Archaeology: The Journal of Human Palaeoecology, 2001, reproduzido com autorização do editor (Taylor & Francis Ltd, http://www.tandfonline.com).

Devido à carência de núcleo, os eritrócitos típicos de mamífero têm forma de disco bicôncavo (discócitos). Isto não se aplica à família Camelidae, onde os glóbulos vermelhos são de forma ovalada (ovalócitos). Outras formas fisiològicas - as quais aparecem em pouca proporção ou são patológicas - são os equinócitos (células em forma do fruto do estramônio), dacriócitos (células em forma de lágrima), esquizócitos (células rompidas), queratócitos (células em forma de corno), drepanócitos (células em forma de foice), e muitas outras.
Nas manchas de sangue, a maior parte dos glóbulos vermelhos compartilham morfologia com aquelas formas que se descrevem em hematologia. No entanto, duas morfologias de eritrócito devem-se especificamente aos fenómenos de secado do sangue, pelo que podem se considerar como morfologias características das manchas de sangue de (no mínimo) os mamíferos, e por isto não se encontram em condições fisiológicas. Estas formas são duas:
- os hecatócitos (formas lunoides, relacionadas com a interacção eritrócito-plasma quando se seca; etimologicamente de Hécate).
- os janócitos (rèplicas negativas, relacionadas com a impressão pela matriz de plasma seco; etimologicamente de Jano).